# Schönheiderhammer
Schönheiderhammer ist ein Ortsteil der Gemeinde Schönheide im sächsischen Erzgebirgskreis. Er liegt an der Zwickauer Mulde und entstand als Werkweiler um ein im 16. Jahrhundert gegründetes Hammerwerk. Zu Schönheiderhammer gehören oberhalb im Tal der Zwickauer Mulde die Siedlung Wilzschhaus und der Wohnplatz Altes Wiesenhaus.

## Lage
Schönheiderhammer liegt im Westerzgebirge am westlichen Ende der Talsperre Eibenstock auf einer Höhe von etwa 542 m ü. NN. Nach der Naturraumkarte von Sachsen gehört Schönheiderhammer teilweise zur Mikrogeochore „Eibenstocker Talsperrengebiet“ und teilweise „Rautenkranz-Schönheider Muldetal“, beide sind Teil der Mesogeochore „Eibenstocker Bergrücken“. Der östlichste Punkt war der Konradfelsen, ein inzwischen vom Wasser der Talsperre umschlossener Bereich, dessen oberster Teil noch herausragt.

## Name
Im Jahr 1569 wurde die Bezeichnung „Hammer uff der Schönheyde“ verwendet, 1590 „Schonheyder  Hammer“, 1592 „Schönheider Hammer“ und 1699 „Blechhammer ... unter  der  Schönheide“. Im Alphabetischen Verzeichnis aller Orte in Sachsen von 1791 heißt es:„Schönheyder Hammer“ und wird so charakterisiert:
Ein Hammerguth mit 1 hohen Ofen, 2 Blechfeuern, 1 Stabhammer und Zienhaus an der Mulde. 3 Mühlen mit 4 Gängen.
In seinem Kartenwerk vom Anfang des 18. Jahrhunderts verwendet Adam Friedrich Zürner die Bezeichnung „Hamer“, westlich davon steht „Schönheyde“.

## Geschichte
Das Eisenhammerwerk Schönheide wurde 1566 durch Georg Blöde an der Zwickauer Mulde in der Nähe eines bereits vorhandenen Vorwerks errichtet. Dieses lag im heutigen Schönheider Ortsteil Schädlichberg hoch über der Zwickauer Mulde am flachen Ostabhang des Berges Knock, verfügte aber auch über große Ländereien im Tal der Mulde, die zu einem Teil für den Eisenhammer genutzt wurden. Dieses Vorwerk – später über Jahrhunderte nach einem Besitzer als „Uttmanns Vorwerk“ bezeichnet – wird in dem Vertrag von 1563 über den Verkauf von Schönheide und anderen Ortschaften von den Erben des Balthasar Friedrich von der Planitz an Kurfürst August als „das neu angerichtete Forwergk“ bezeichnet.
Der Zehntner Melchior Siegel aus Eibenstock erwarb im Jahr 1585 das Eisenhammerwerk. In der Folge modernisierte er den Stabhammer und erweiterte ihn um einem Hochofen (1629 zugunsten des neuen Hochofen in Steinbach stillgelegt). Im folgenden Jahrhundert blieb dieser Standort im Besitz der Familie Siegel. 1625 richtete Jeremias Siegel das Werk auf die Blechfabrikation aus. Kurfürst Johann Georg I. gab ihm allerdings am 4. Oktober 1625 die Konzessionierung für nur einen Blechhammer. Siegel schloss sich der Erzgebirgischen Blechcompagnie an. In den Jahren 1693 und 1703 soll das Werk durch Brände Schaden genommen haben. Über den Brand von 1693 wird in Christian Lehmanns posthum erschienenem Buch Historischer Schauplatz derer natürlichen Merckwürdigkeiten in dem Meißnischen Ober-Ertzgebirge berichtet:
Den Brand im Jahr 1703 erwähnt Christian Meltzer in seiner Historia Schneebergensis Renovata von 1716:

„Anno 1703 … D. 17. Aug. brandte das Hammerwerck Schönheide ab/ da denn der Schade/ so dem damahligen Besitzer desselben/ Christian Kreßen/ Creyß-Amtmann zu Schwartzenberg betroffen/ wie zu erachten/ nicht gering gewesen.“

Nach der Wiedereinrichtung kam es zu häufigen Besitzerwechseln. Aus einem Konkurs erwarben es 1764 der Schönecker Bürgermeister Johann Christoph Jahn und der Oberblauenthaler Hammerherr David Rauh. Er ließ den Hochofenbetrieb, den Stabhammer und Zaineisenfrischhütte erneuern und begann mit dem Guss von Herden, die in dieser Zeit aufgekommen waren. In Hoffmanns Abhandlung über die Eisenhütten des Jahres 1788 wird Rauh als fleißiger und geschickter Hammerherr bezeichnet. Im gleichen Jahr wird diese Ausstattung genannt: 1 Hohenofen, 1 Frisch- und Staabfeuer, 3 Blechfeuer und 1 Zinnhaus.
Carl Gottlob Rauh erreichte beim König Friedrich August von Sachsen am 28. Februar 1808 für das Hammerwerk Schönheide und die dazugehörigen Güter und Räume die Bestätigung der Verleihung der Ober- und Erbgerichte sowie der Schriftsäßigkeit.

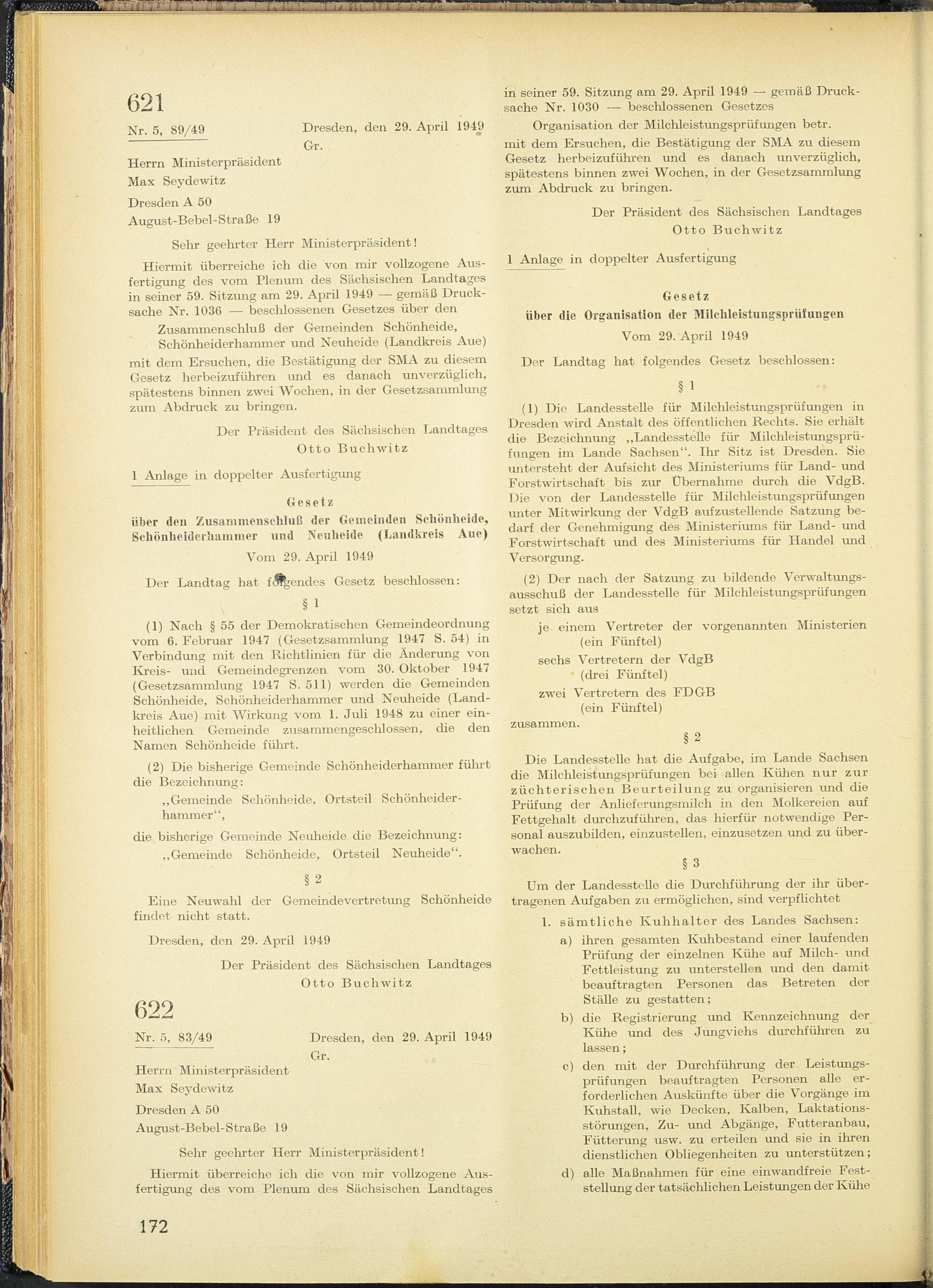
Gesetz über den 1948 erfolgten Zusammenschluss von Schönheide, Schönheiderhammer und Neuheide

Der Versuch, hier 1824 ein Blechwalzwerk einzurichten, konnte einen erneuten Konkurs nicht verhindern. Eigentümer waren zu diesem Zeitpunkt die Kaufleute Maukisch und Rosenbaum in Dresden. Die in Schlesien gekaufte Anlagen für das geplante Blechwalzwerk erwarb Carl Gotthilf Nestler, der Besitzer des Hammerwerks Wittigsthal, und errichtete um 1826 an der nahe bei Wittigsthal gelegenen Haberlandmühle mit den gekauften Anlagen ein Blechwalzwerk. Ob die Errichtung des Blechwalzwerkes wegen der Finanzprobleme oder wegen der zu geringen Antriebskraft der Zwickauer Mulde scheiterte, ist ungeklärt. Die öffentliche Versteigerung war auf den 25. Juli 1825 beim Kreisamt Schwarzenberg anberaumt, der Verkauf zog sich aber bis ins Jahr 1827 hin. Der Besitzer des Guts Förstel und spätere Wildenthaler Hammerherr Karl Edler von Querfurth erwarb den Besitz. Die Produktion wurde nun auf die Eisengießerei neu ausgerichtet. Die beiden Werke in Wildenthal und Schönheiderhammer erzeugten 1855 zusammen 200.000 Zentner Eisen. 1880 erfolgte eine Erweiterung der Produktionspalette auf Nähmaschinen- und Fahrradteile. Die Eisengießerei stellte als erste in Deutschland schmiedbaren Guss her. Der Besitzer Hans Edler von Querfurth gehörte von 1899 bis 1909 dem Sächsischen Landtag an.
Albert Schiffner erwähnt das Werk in seinem etwa 1848 erschienenen „Führer im Muldenthale“. Er beschreibt es so:

„Dagegen [im Vergleich zu Vorgängern] hat der jetzige Besitzer, Rittmeister Edler von Querfurth, es in aller Weise verbessert und erhoben, gab ihm (zuerst im Lande) einen großen Hohofen, und richtete es schon vor 20 J.[ahren] auch auf die feinste, mit Berlin und Mückenberg wetteifernde Gießerei ein. Ja, in der Dauer von Masse und Färbung behauptet er sogar den Vorrang.“

Mit Wirkung vom 1. Juli 1948 wurde Schönheiderhammer nach Schönheide eingemeindet (Gesetz über den Zusammenschluss der Gemeinden Schönheide, Schönheiderhammer und Neuheide – Landkreis Aue – vom 29. April 1949). In diesem rückwirkend in Kraft getretenem Gesetz wurde als Ortsbezeichnung festgelegt „Gemeinde Schönheide – Ortsteil Schönheiderhammer“.
Beim Bau der Talsperre Eibenstock wurde östlich von Schönheiderhammer die Vorsperre Schönheiderhammer errichtet. Das gestaute Wasser reicht bis an die Siedlung heran. Die früher nördlich in einem Bogen zwischen Eisenwerk und Siedlung fließende Mulde wurde in der Folge des Talsperrenbaus auch wegen Feuchtigkeitsproblemen an den Häusern verlegt. Der Flussbogen wurde verfüllt. Das neue Flussbett wurde verkürzt, und die Mulde verläuft heute südöstlich des früheren Bahnhofs Schönheide Ost am Fuß der Erhebung Walfischkopf parallel zu den Gleisen im Bereich des abgerissenen Güterschuppens.
Kirchliche Verhältnisse
Schönheiderhammer gehört schon immer kirchlich zu Schönheide.

## Mühle an der Mulde
Beim Verkauf von Schönheide und anderen Orten sowie großen Wäldern durch Vertrag von 1563 durch die Erben des Balthasar Friedrich von der Planitz an Kurfürst August behielten sich die Verkäufer eine an der Zwickauer Mulde gelegene Mahl- und Schneidmühle in Schönheiderhammer vor. Sie ließen sich in diesem Vertrag zusichern, dass auff eine halbe Meil weges, der zu Nachtheil, durch Vnsern gnädigsten Herrn Keine neue Mühle an diesen Wasser erbauet werden darf. Die Familie von der Planitz vergab in den folgenden Jahrhunderten mehrfach diese Mühle als Lehen. Diese Mühle findet sich in Landkarten bis ins 20. Jahrhundert.

## Hammerherren und Gießereibesitzer bis 1900
Hammerherren und Inhaber des Hammerwerks sowie der Eisengießerei waren bis 1900
- Michel Kleinhempel, Hammermeister in Rittersgrün, stellt Genehmigungsantrag 1565
- Georg Blöde erhält 1566 die Genehmigung
- Christoph Jahn kauft 1569
- Abraham Hermann und Jakob Kleinhempel ab 1577
- Melchior Siegel ab 1585
- Abraham Siegel († 13. Dezember 1616)
- Jeremias Siegel (1594–1646)
- Barbara Siegel (1600–1669), Witwe von Jeremias Siegel
- Heinrich Siegel (1634–1671), Sohn von Jeremias und Barbara Siegel
- Susanne Siegel (um 1676, Witwe von Heinrich Siegel)[29][30][31]
- Abraham Siegel (Bruder von Heinrich Siegel), Hammerherr ab 1671,[32] † 1682
- Friedrich Siegel, Hammerherr mindestens ab 1698 (war auch Hammerherr in Unterblauenthal und Rautenkranz, † 18. September 1707)
- Christian Kreß, Kreisamtmann von Schwarzenberg, soll um 1703 Besitzer gewesen sein[12]
- Christian Gottlieb Bussius, Hammerherr nach Kauf im Jahr 1708, † 29. Dezember 1734
- Christiane Catherine Benad, geborene Bussius, um 1735[Anm. 1]
- Christian Wilhelm Mende (Kauf etwa 1740), † 1761
- Johann Wilhelm Mende (Sohn von Christian Wilhelm Mende)
- Johann Christoph Jahn und David Rauh (nach öffentlicher Versteigerung am 29. Mai 1764)
- Johann Friedrich August Jahn und David Rauh (von 1766 bis 1769)
- David Rauh (von 1769 bis 1788)
- Carl Gottlob Rauh († 6. November 1814, Sohn von David Rauh, zugleich Besitzer des Hammerwerks Oberblauenthal),
- Christian Gottlieb Maukisch und Christian Gottlob Rosenbaum ab 1815 (nach Nachlasskonkurs)
- Karl Christian Edler von Querfurth (ab 1. Januar 1826, nach Konkurs seit 1823) † 2. August 1845
- Hugo Edler von Querfurth ab 1863 (ältester Sohn von Karl Christian Edler von Querfurth, † 1. Januar 1881 in Dresden, verheiratet mit Emma Edle von Querfurth, † 31. Dezember 1901)
- Hans Hugo Edler von Querfurth und Horst Edler von Querfurth (Söhne von Hugo Edler von Querfurth, Kauf im Jahr 1878)

## Gießerei
Das Werk galt als ältestes ohne Unterbrechung arbeitendes Hammerwerk in Sachsen. Zu DDR-Zeiten wurde der Betrieb als volkseigener Betrieb VEB Gießerei und Modellbau Schönheiderhammer (vormals VEB Tempergießerei Schönheiderhammer) geführt und war bis 1987 in das Kombinat Gießereianlagenbau und Gußerzeugnisse eingegliedert. Danach war der Betrieb bis 1990 Teil des IFA-Kombinats Personenkraftwagen. Nach der Wiedervereinigung wurde die Gießerei privatisiert und von Grund auf modernisiert. Seit 2019 und bis zur Insolvenz Ende 2021 lautete der Name der Gießerei Eisenwerk Erzgebirge 1566 GmbH. Differentialgehäuse für PKW waren 2013 der Schwerpunkt der Produktion. Jährlich wurden davon ca. 7 Millionen an Automobilfirmen geliefert, damit waren weltweit in jedem zehnten neu produzierten PKW Differentialgehäuse aus Schönheiderhammer verbaut.

## Galerie

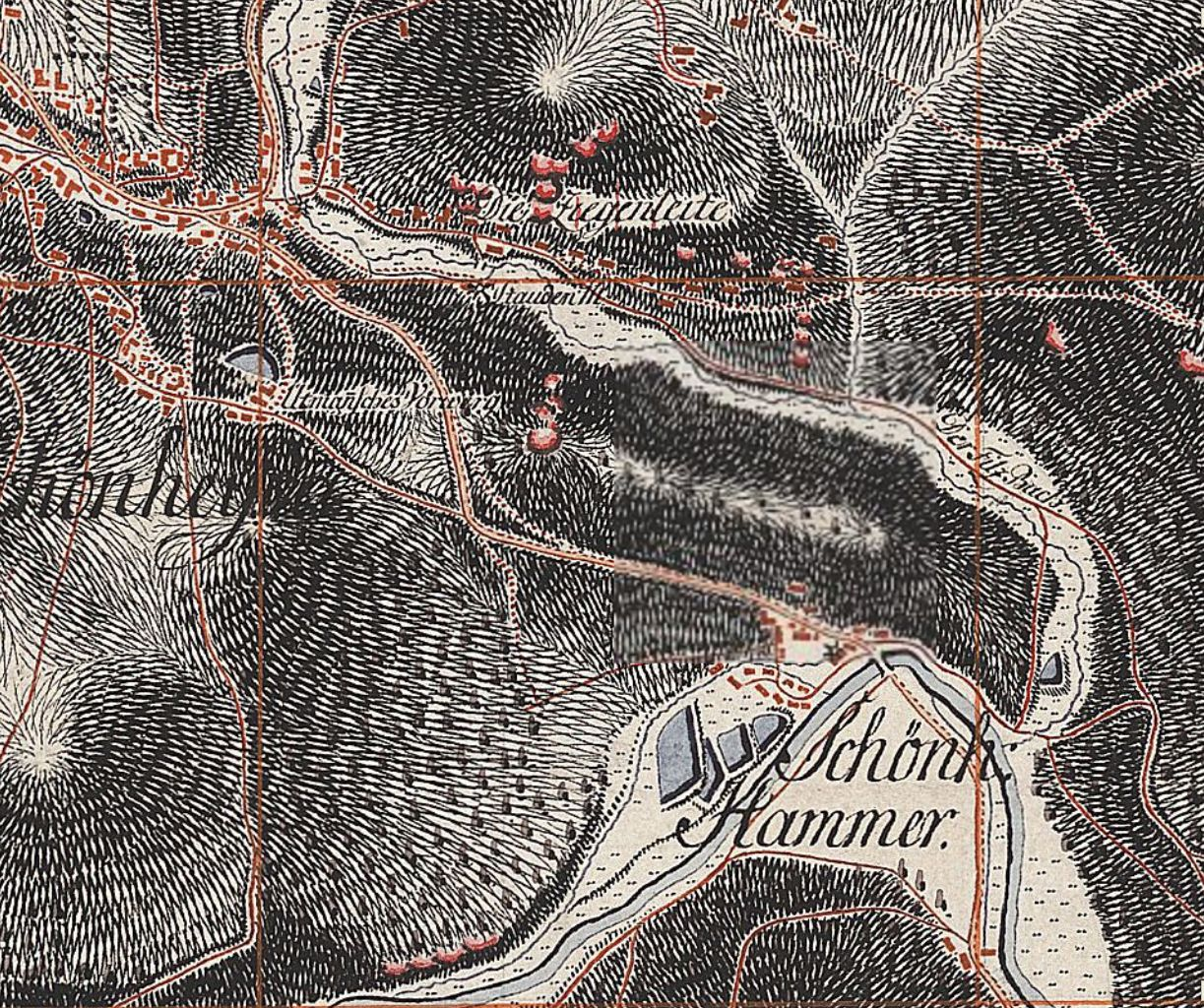
Karte von Schönheiderhammer an der Zwickauer Mulde mit Uttmannschem Vorwerk im Jahr 1792
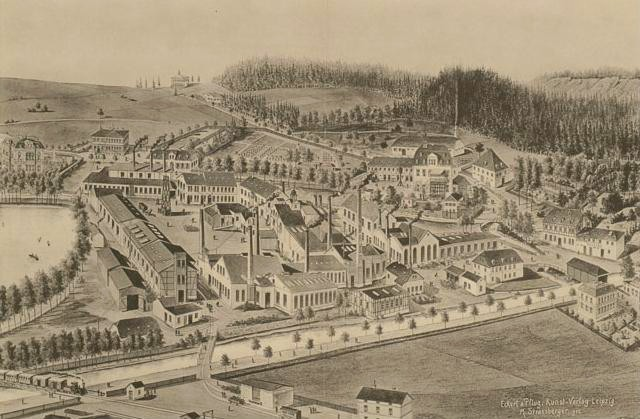
Eisenhüttenwerk Schönheiderhammer 1892
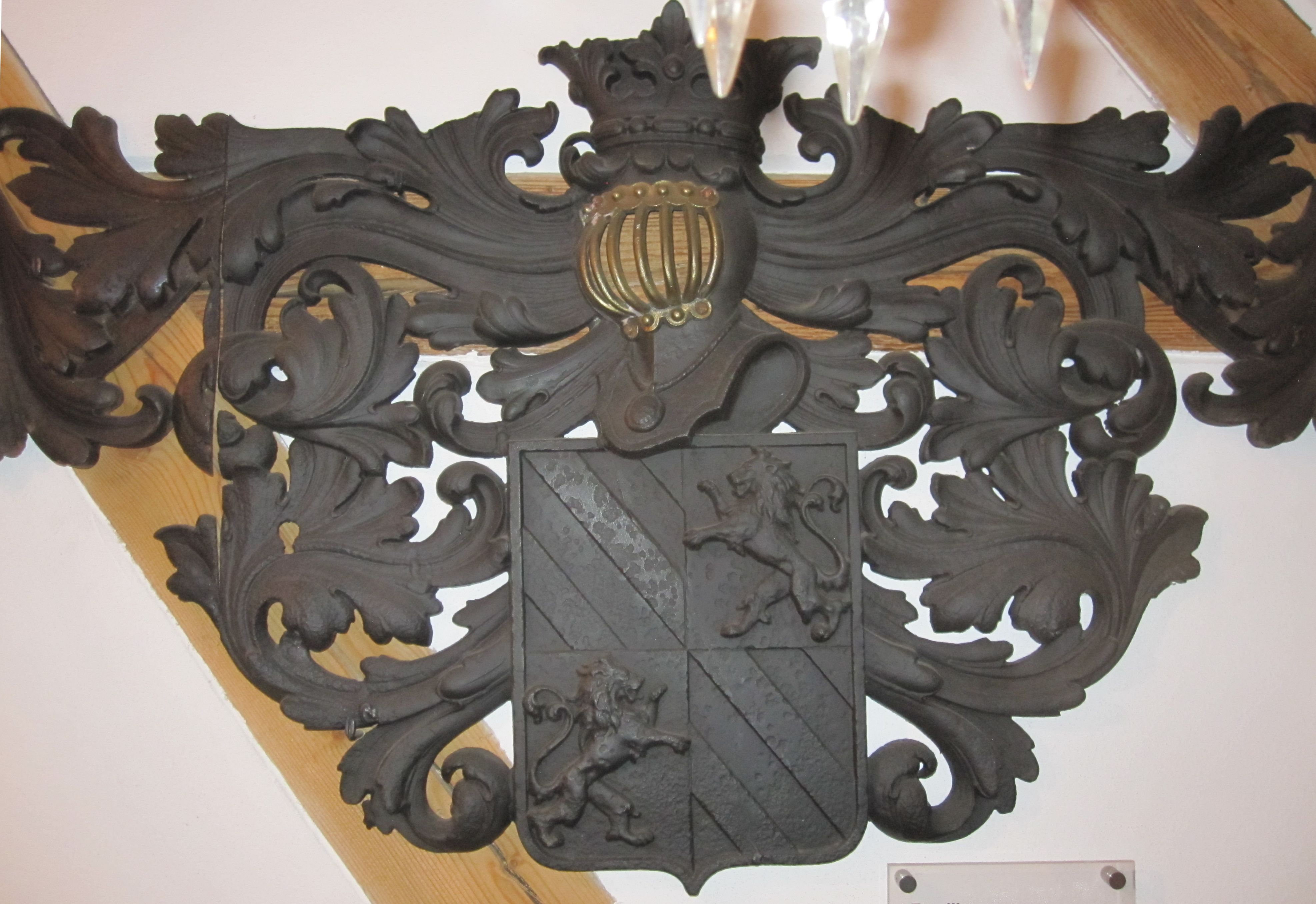
Wappen Edle von Querfurt im Bürsten- und Heimatmuseum Schönheide
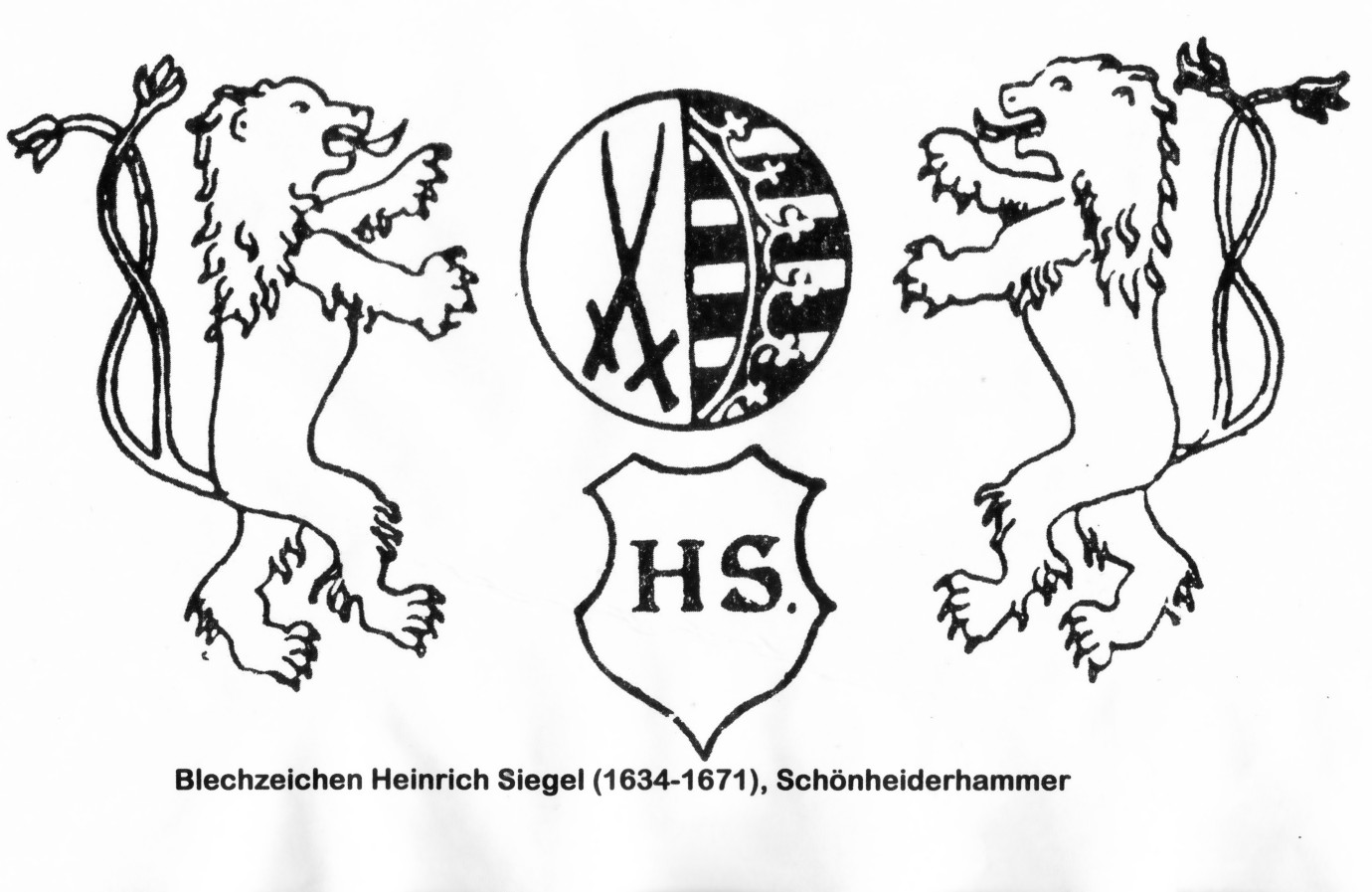
Blechzeichen von Heinrich Siegel (1634–1671)
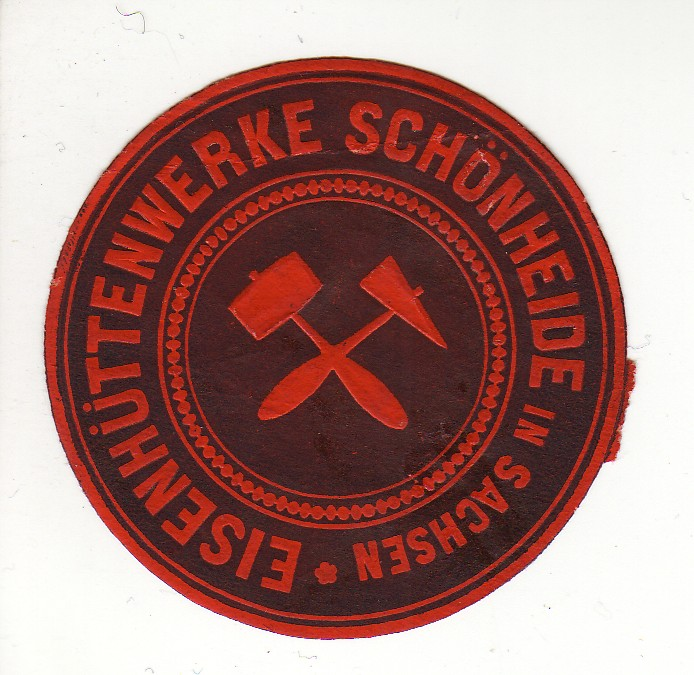
Prägesiegel der Eisenhüttenwerke
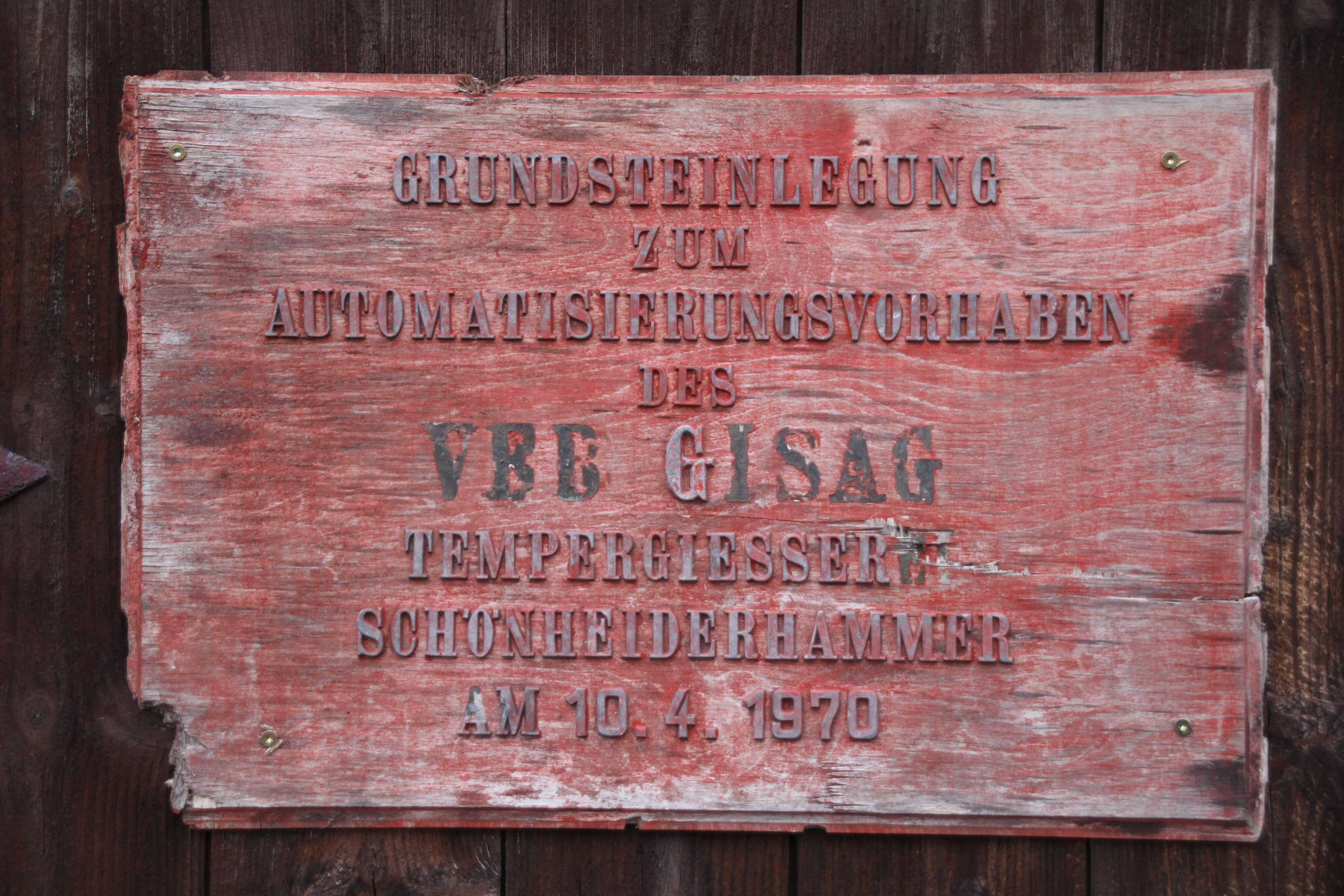
Modernisierung in den 1970er Jahren

## Schule

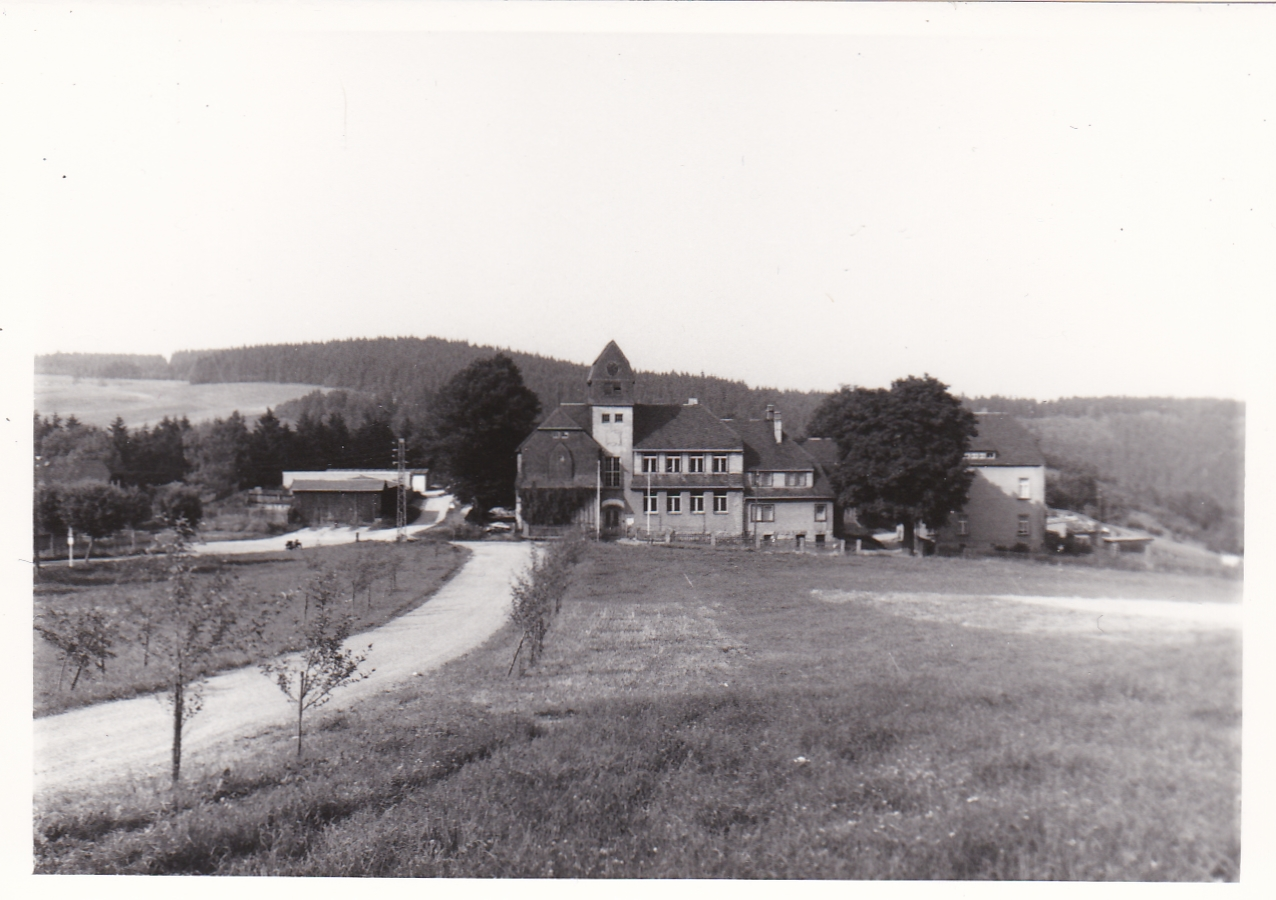
Die Schule vom Ortsteil Schädlichsberg aus (1960er Jahre)

1840 wurde ein neues Gebäude für die Schule errichtet. Ein Lehrer unterrichtete 70 Schulkinder. 1880 baute man ein neues Gebäude, in dem 70 Kinder von zwei Lehrern betreut wurden. Diese Schule lag nicht im Bereich des Eisenwerkes, sondern in dem höher gelegenen Teil von Schönheiderhammer, der an den Ortsteil Schädlichsberg angrenzt. Dieses am 25. April 1881 eröffnete Schulgebäude zeichnete sich durch einen Glockenturm aus. Während der Planungen eines Anbaus an die zu klein gewordene Schule brannte das Gebäude am 24. März 1908. So fasste die Gemeinde den Entschluss zu einem Neubau. Der Grundsteinlegung für den neuen Bau mit sechs Klassenzimmern am 3. Juli 1908 folgte schon Ende desselben Jahres die Inbetriebnahme. Der Dresdner Architekt August Hugo Grothe (1857–1909) hatte die Pläne für diese Schule entworfen. Die nach dem Brand übrig gebliebenen Reste des Schulgebäudes gestaltete man zu einem Wohnhaus für die Lehrer um. Zu Zeiten der DDR baute die Gemeinde Schönheide die Schule um, sie verlor ihren Turm mit seinen Inschriften über dem Eingang und am Turm, die Glocke verschwand unauffindbar. Im 21. Jahrhundert gestaltete die Gemeinde Schönheide das Gebäude, das schon seit den 1990er Jahren nicht mehr als Schule diente, zum kommunalen Kindergarten „Hammerschulzwerge“ um.

## Entwicklung der Bevölkerungszahl
| Jahr | Bevölkerungszahl |
| ---- | ---------------- |
| 1792 | 11 Häusler       |
| 1834 | 464              |
| 1871 | 460              |
| 1875 | 510              |
| 1890 | 869              |

| Jahr | Bevölkerungszahl |
| ---- | ---------------- |
| 1910 | 1.111            |
| 1925 | 1.191            |
| 1939 | 978              |
| 1946 | 968              |

Ein Adressbuch für den Zeitraum 1911 bis 1913 berichtet über 1204 Einwohner in 74 Wohngebäuden.

## Verkehr
Siehe auch 
Mit der Inbetriebnahme der Bahnstrecke Chemnitz–Adorf im Jahr 1875, die ab Aue durch das Tal der Zwickauer Mulde geführt wurde, erhielt Schönheiderhammer einen Anschluss an das Eisenbahnnetz. Damit wurde der Antransport von Materialien und der Abtransport von Waren für die Eisengießerei erheblich erleichtert, verbilligt und beschleunigt. Für die weitere Entwicklung und die Konkurrenzfähigkeit war dies von größter Bedeutung. Der Bahnhof in Schönheiderhammer war für Schönheide der nächstgelegene des Regelspurnetzes.
Die ursprüngliche Bezeichnung des Bahnhofsnamens war „Schönheide“, von Februar 1892 an erhielt die Station wegen des Neubaus der Schmalspurbahn-Teilstücks Saupersdorf-Wilzschhaus die Bezeichnung „Schönheider Hammer“. Im Zuge der Neuordnung der Bahnhofsbezeichnungen gab die Deutsche Reichsbahn dem Bahnhof im Jahr 1950 den Namen „Schönheide Ost“. Er war damit einer der fünf Bahnhöfe und Haltepunkte mit dem Namen Schönheide. Sowohl nach Personen- als auch nach Güterverkehr war Schönheide Ost der bedeutendste.
Die Bahnlinie in Richtung Aue wurde 1975 mit dem Bau der Talsperre Eibenstock eingestellt, vier Jahre später auch der Personenzugverkehr ins Vogtland, Gütertransporte endeten 1993. Als Museumsbahn wurde die Strecke Mulde von Wilzschhaus aus muldeaufwärts nach 2005 wiederertüchtigt. Der Förderverein Historische Westsächsische Eisenbahnen plant, im Rahmen des Museumsbetriebs auch Zugfahrten zum Bahnhof Schönheide Ost. Die Bahnstrecke zwischen Schönheiderhammer und Muldenberg hat der Verein inzwischen erworben. Für die Herrichtung der Strecke bis Wilzschhaus wurde ein Föderantrag für EU-Mittel im Umfang von 150.000 Euro gestellt. Bei Gesamtinvestitionen von 195.000 Euro wurde der beantragte Betrag 2017 bewilligt.
Schönheiderhammer liegt an der im Tal der Zwickauer Mulde verlaufende Bundesstraße 283 von Aue nach Adorf im Vogtland, von der hier die Staatsstraße 277 nach Schönheide abzweigt.
Der Muldentalradweg ist in diesem zur oberen Mulde gehörenden Bereich noch nicht ausgeschildert, Radlerinnen und Radler können auf der von ihnen gewählten flussnahen Route durch Schönheiderhammer fahren. Das frühere Stationsgebäude des Bahnhofs Schönheide Ost wird von 2018 an mit Baukosten von 200.000 Euro, davon 150.000 Euro Mittel der EU und des Landes Sachsen, zu einer „Rad-Bahn-Station“ ausgebaut. Auch für Radler, die auf dem Muldetalradweg unterwegs sind, soll es Informations- und Aufenthaltsangebote geben. Dieser Radweg soll von Osten her bis nach Schönheiderhammer geführt werden. Der Antrag auf Genehmigung der Umbauten war 2015 gestellt worden.
Auf dem Fernwanderweg Görlitz-Greiz kommen Wandernde auf ihrem Weg von Eibenstock zum Kuhberg durch Schönheiderhammer.

## Pegelstation in der Zwickauer Mulde
Die Messstelle „56201.2 Schönheide 3“, die ein Kontroll- und Steuerpegel des Landes Sachsen ist, liegt schräg gegenüber dem früheren Bahnhofsgebäude an der Bundesstraße 283.  An dieser Messstelle wurden für den Zeitraum von 1983 bis 2010 die niedrigsten Durchflusswerte am 12. August 2003 mit nur 0,200 m³/s und die höchsten am 13. August 2002 mit 152 m³/s gemessen. Der mittlere Durchflusswert betrug in dem genannten Zeitraum 2,78 m³/s im Jahr. Dabei war der Wasserstand an den beiden genannten Tagen 8 cm und 317 cm. Für den Zeitraum von 2001 bis 2010 waren dies die Extremwerte. Der mittlere Wasserstandswert betrug in diesem Zeitraum 48 cm im Jahresdurchschnitt.

## Persönlichkeiten
- Curt von Querfurth (1826–1886), Jurist, Heraldiker und Schriftsteller